# Amphelictus potiaiuba
Amphelictus potiaiuba är en skalbaggsart som beskrevs av Martins och Monné 2005. Amphelictus potiaiuba ingår i släktet Amphelictus och familjen långhorningar.
Artens utbredningsområde är Venezuela. Inga underarter finns listade i Catalogue of Life.